# Белтень (Ілфов)
Белтень, Белтені (рум. Bălteni) — село у повіті Ілфов в Румунії. Входить до складу комуни Періш.
Село розташоване на відстані 31 км на північ від Бухареста, 109 км на південь від Брашова.

## Населення
За даними перепису населення 2002 року у селі проживали 426 осіб, усі — румуни. Усі жителі села рідною мовою назвали румунську.